# Francisco Diez Canseco
Pour les articles homonymes, voir Canseco.
Francisco Diez Canseco, né le 21 mars 1821 à Arequipa au Pérou et mort le 5 octobre 1884 à Lima, est un militaire et homme d'État péruvien qui est brièvement président de la République du 26 juillet au 2 août 1872 à la suite du lynchage de Tomás Gutiérrez. Mariano Herencia Zevallos lui succède.
Son frère, Pedro Diez Canseco, a déjà été président de la République.